# Budge Wilson
Budge Wilson CM, ONS (* 2. Mai 1927 in Halifax; † 19. März 2021 ebenda) war eine kanadische Schriftstellerin. 

## Leben
Wilson wurde 1927 in Halifax, Nova Scotia geboren und wuchs dort auf. Ihr Studium der Philosophie und Psychologie absolvierte sie an der Dalhousie University und verfolgte dann ein weiterführendes Literatur-Studium an der University of Toronto. Anschließend verbrachte sie viele Jahre in Ontario, kehrte aber im Jahre 1989 zurück und lebte von da an in einem Fischerdorf an der Südküste der Provinz Nova Scotia. Seit ihrem im Jahre 1984 erschienenen Erstlingswerk hat sie mehr als 30 Kinderbücher geschrieben und mehr als 25 Auszeichnungen für ihr Werk erhalten.
Ein weiteres Werk war die Vorgeschichte „Before Green Grables“, eine Jubiläumsausgabe zum hundertjährigen Bestehen der Anne auf Green Gables-Reihe.

## Auszeichnungen (Auswahl)
- Erster Platz bei der CBC Literary Competition
- Canadian Library Association Young Adult Award
- Lilla Stirling Award
- 2010: Ehrendoktorwürde der Dalhousie University[5]
- 2011: Order of Nova Scotia